# Vuelo 663 de United Airlines
El incidente del vuelo 663 de United Airlines fue un impasse diplomático de menor importancia que implicó a un diplomático de Catar en un vuelo de Washington D. C. a Denver, el 7 de abril de 2010, cuando éste incitó una alerta de terrorismo después de fumar en el baño del avión.
Como consecuencia el avión empleado en este vuelo, un Boeing 757 es obligado a aterrizar en el Aeropuerto de Denver y el diplomático es llevado a las oficinas de seguridad aeronáutica para ser interrogado por agentes de este organismo. Días después el gobierno de Catar removió a este diplomático de la Embajada de Qatar en Estados Unidos y lo sometió a un proceso disciplinario en el Departamento de Relaciones Exteriores.

## Implicado
Mohammed al Modadi era un diplomático de la Embajada de Catar en Estados Unidos que abordó el vuelo 663 para visitar a un prisionero de Al Qaeda en una cárcel cercana a Denver. En un momento del vuelo se dirige a uno de los baños del avión y enciende lo que según algunas fuentes era una pipa para fumar y otras era un cigarrillo, sin saber que el humo se colaría a la sección de pasajeros. Los alguaciles de seguridad aérea a bordo fueron al baño para averiguar quién fumaba allí y de paso para llamarle la atención y decirle que dejara de hacerlo porque está prohibido fumar en vuelos comerciales.
En respuesta al Modadi sale del baño y encara a los agentes diciendo a modo de broma que trataba de encender sus zapatos, en alusión al terrorista Richard Reid, que intentó hacer volar en pedazos otro avión con el método de los zapatos bomba. Los alguaciles sometieron al diplomático y pidieron apoyo por posible intento de ataque terrorista, llegando la información a la NORAD, que despachan dos aviones F16 para seguir al 757 de United y escoltarlo a Denver. Mientras se mantuvo separado a al Modadi de los pasajeros del vuelo, por ser considerado elemento de riesgo y entre los mismos pasajeros no faltó quien hiciera el comentario de que acaso experimentaban el regreso del fantasma del 9/11, presas de los nervios por lo ocurrido.
El avión aterriza en Denver, lejos del aeropuerto mientras agentes de seguridad se hacen presentes en el terminal para llevarse a al Modadi y someterlo a una fuerte revisión e interrogatorio a conciencia. Pronto se sabría que en realidad al Modadi estaba fumando a escondidas y que trató de romper el hielo con los alguaciles de seguridad a bordo con el comentario de los zapatos bomba, a modo de broma.

## Consecuencias legales
Las autoridades de Estados Unidos mantienen en custodia a al Modadi por comportamiento sospechoso, pero al comprobarse su estatus diplomático fue eximido de cargos penales. Agentes del Departamento de Estado lo entrevistaron para saber lo ocurrido y posteriormente lo declaró persona no grata y trató de expulsarlo de territorio estadounidense.
La Embajada de Catar en Estados Unidos se adelantó a la medida tomada por el Departamento de Estado y removió de su cargo a al Modadi y lo regresó a Catar, para enfrentar un proceso disciplinario allí con el Departamento de Relaciones Exteriores.
Las autoridades de Catar lamentaron este incidente y resaltaron que la actitud de al Modadi era vergonzosa y que analizarán la idoneidad del personal diplomático que viaja al extranjero luego de hacerles un examen de confianza. Actualmente Mohammed al Modadi tiene prohibido el ingreso a Estados Unidos por este incidente.
Actualmente el vuelo 663 cubre la ruta Houston - Edmonton en United Airlines y es realizado por el Airbus A320, ya que para la ruta Washington D. C. - Las Vegas se emplean otros números de vuelo, escalas y aeronaves por parte de la aerolínea.